# ولکام
ولکام (انگلیسی: Wellcome) شرکت خرده‌فروشی هنگ کنگی است، که در سال ۱۹۴۵ تأسیس شد.